# Alaeddin Adlernest

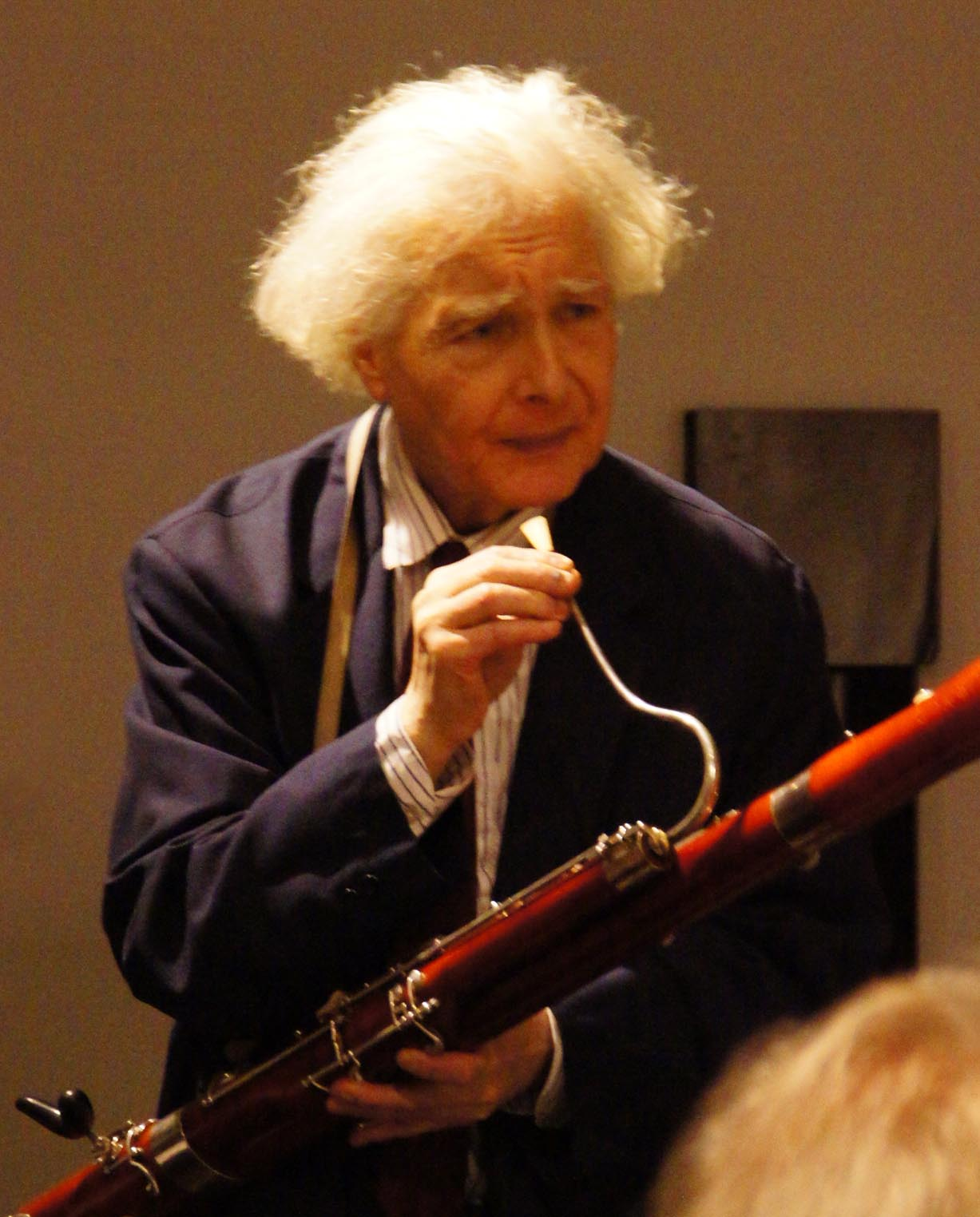
Alaeddin Adlernest 2013

Alaeddin Adlernest (eigentlich Horst Brückl, * 4. März 1940 in Wien; † 27. Oktober 2017 ebendort) war ein österreichischer klassischer und Improvisationsmusiker (Fagott, Bassklarinette).

## Leben und Wirken
Alaeddin Adlernest stammt aus einer Musikerfamilie. Sein Vater wirkte als Bratschist bei den Grazer Philharmonikern; er selbst lernte zunächst Klavier, seit 1955 Fagott. Durch seinen Schulfreund Walter Malli kam er zum Jazz. Er studierte von den 1950er bis in die 1970er Jahre am Grazer Konservatorium, ohne einen Abschluss anzustreben. Seit 1960 war er als Fagottist Mitglied bei den Grazer Philharmonikern. Daneben spielte er ab den frühen 1960er-Jahren in der Wiener Free-Jazz-Szene; er war 1964 Mitbegründer der Formation Masters of Unorthodox Jazz, mit der 1969 erste Plattenaufnahmen entstanden. Der Band gehörten neben Adlernest (Fagott) der Altsaxophonist Harun Ghulam Barabbas, der Pianist Richard Ahmad Pechoc, der Bassist und Geiger Toni Michlmayr und der Perkussionist Malli an. Des Weiteren spielte er ab 1976 in der Reform Art Unit um Fritz Novotny (gleichnamiges Album 1977, mit Sepp Mitterbauer (Trompete), Muhammad Malli, Paul Fickl, Giselher Smekal und Heinz Jäger). Außerdem gehörte er klassischen Ensembles an, hauptberuflich bis 2003 in der Grazer Oper bzw. bei den Grazer Philharmonikern.
Im Bereich des Jazz war er zwischen 1969 und 1981 an zwölf Aufnahmesessions beteiligt; 2014 war er im Wiener Porgy & Bess mit der Reform Art Unit an der Einspielung von Grimm’s Fairy Tales beteiligt. Adlernest starb 77-jährig im Spital zum göttlichen Heiland in Wien.